# Angel Guts: Red Classroom
Angel Guts: Red Classroom è il nono album discografico in studio del gruppo musicale Xiu Xiu, pubblicato nel febbraio 2014.

## Il disco
Il titolo del disco è lo stesso di un film giapponese del 1979 diretto da Chūsei Sone.
Le registrazioni sono iniziate nel 2012 e si sono condotte principalmente presso gli studi di John Congleton a Dallas (Texas) e presso lo studio personale del frontman Jamie Stewart.

## Tracce
1. Angel Guts: – 3:28
2. Archie's Fades – 3:28
3. Stupid in the Dark – 2:50
4. Lawrence Liquors – 2:59
5. Black Dick – 3:43
6. New Life Immigration – 2:47
7. EL Naco – 3:13
8. Adult Friends – 2:23
9. The Silver Platter – 3:39
10. Bitter Melon – 2:55
11. A Knife in the Sun – 2:55
12. Cinthya's Unisex – 4:22
13. Botanica de Los Angeles – 3:05
14. :Red Classroom – 2:27